# 1994년 일본 갈수

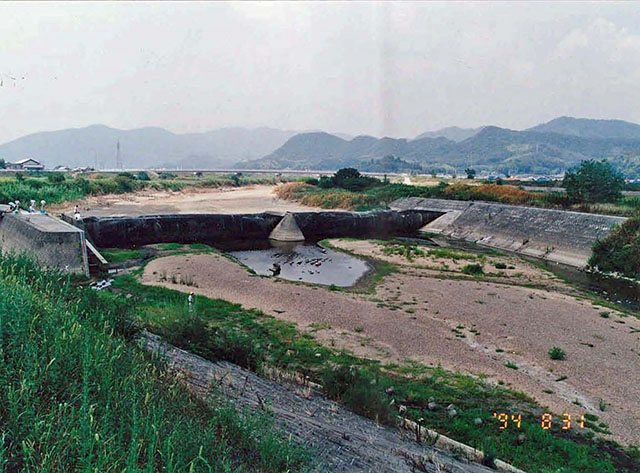

헤이세이 6년 갈수(일본어: 平成6年渇水 헤이세이로쿠넨캇스이[*])는 1994년(헤이세이 6년)부터 그 이듬해까지 일본 규슈 북부부터 간토 지방까지 넓은 지역을 덮친 극심한 갈수였다.
1994년은 일본 각지에서 장마철 강우량도 평년의 절반 이하였는데, 7월-8월에는 기록적인 고온이 계속되어 서일본부터 관동까지 많은 관측점에서 관측개시 이래 최고기온을 기록했다. 맑은 날씨가 이어지면서 많은 지역에서 강수량이 평년의 30% - 70% 수준에 머물렀다. 이 때문에 전국적으로, 특히 규슈 북부, 세토내해 연안, 도카이 지방을 중심으로 각지에서 상수도 공급이 어려워져 지정단수 등의 급수제한이 실시되었다. 단수의 영향을 받은 사람이 1660만 명에 이르고, 농작물 피해는 1409억 엔에 이르렀다.